# Џастис (Оклахома)
Џастис (енгл. Justice) насељено је место без административног статуса у америчкој савезној држави Оклахома.

## Демографија
По попису из 2010. године број становника је 1.324, што је 13 (1,0%) становника више него 2000. године.
| Група             | 2000.         | 2010.       |
| Белци             | 1.061 (80,9%) | 999 (75,5%) |
| Афроамериканци    | 5 (0,4%)      | 10 (0,8%)   |
| Азијати           | 2 (0,2%)      | 5 (0,4%)    |
| Хиспаноамериканци | 9 (0,7%)      | 14 (1,1%)   |
| Укупно            | 1.311         | 1.324       |